# Carlos Alberto Novoa de Agustini
Carlos Alberto Novoa de Agustini OFMCap (* 15. Oktober 1966 in Lomas de Zamora, Provinz Buenos Aires, Argentinien) ist ein argentinischer Geistlicher. Im Dezember 2013 wurde er zum Weihbischof in Lomas de Zamora ernannt, erklärte aber wenige Tage später seinen Verzicht auf das Bischofsamt.

## Leben
Carlos Alberto Novoa de Agustini trat der Ordensgemeinschaft der Kapuziner bei und legte am 1. Februar 1986 die zeitliche Profess ab. Am 2. März 1991 legte er die ewige Profess ab. Novoa de Agustini empfing am 18. Mai 1996 durch den Weihbischof in Buenos Aires, Jorge Mario Bergoglio SJ, das Sakrament der Priesterweihe.
Am 3. Dezember 2013 ernannte ihn Papst Franziskus zum Titularbischof von Masclianae und bestellte ihn zum Weihbischof in Lomas de Zamora.
Am 13. Dezember 2013 verzichtete er auf die Ernennung.